# St. Johannes der Täufer (Gehersdorf)
Die Filialkirche St. Johannes der Täufer steht zwischen den beiden größten Bauernhöfen im Weiler Gehersdorf in der Gemeinde Zeilarn im niederbayrischen Landkreis Rottal-Inn.
Der in der zweiten Hälfte des 15. Jahrhunderts errichtete gotische Backsteinbau ist etwa 8 m breit und 20,5 m lang. Der Chor ist gegenüber dem gleich breiten Schiff durch Strebepfeiler hervorgehoben und hat einen 5/8-Schluss. Auf seine Nordwand stützt sich ein Chorflankenturm mit Satteldach. Das Innere ist in seiner spätgotischen Prägung erhalten. Das Rippengewölbe des Chors ist sternförmig, das des Schiffs in drei Joche geteilt.
Der umgebende Friedhof bildet ein von einer Backsteinmauer umgebenes etwa ovales unregelmäßiges Vieleck.